# 一切如來心秘密全身舍利寶篋印陀羅尼經

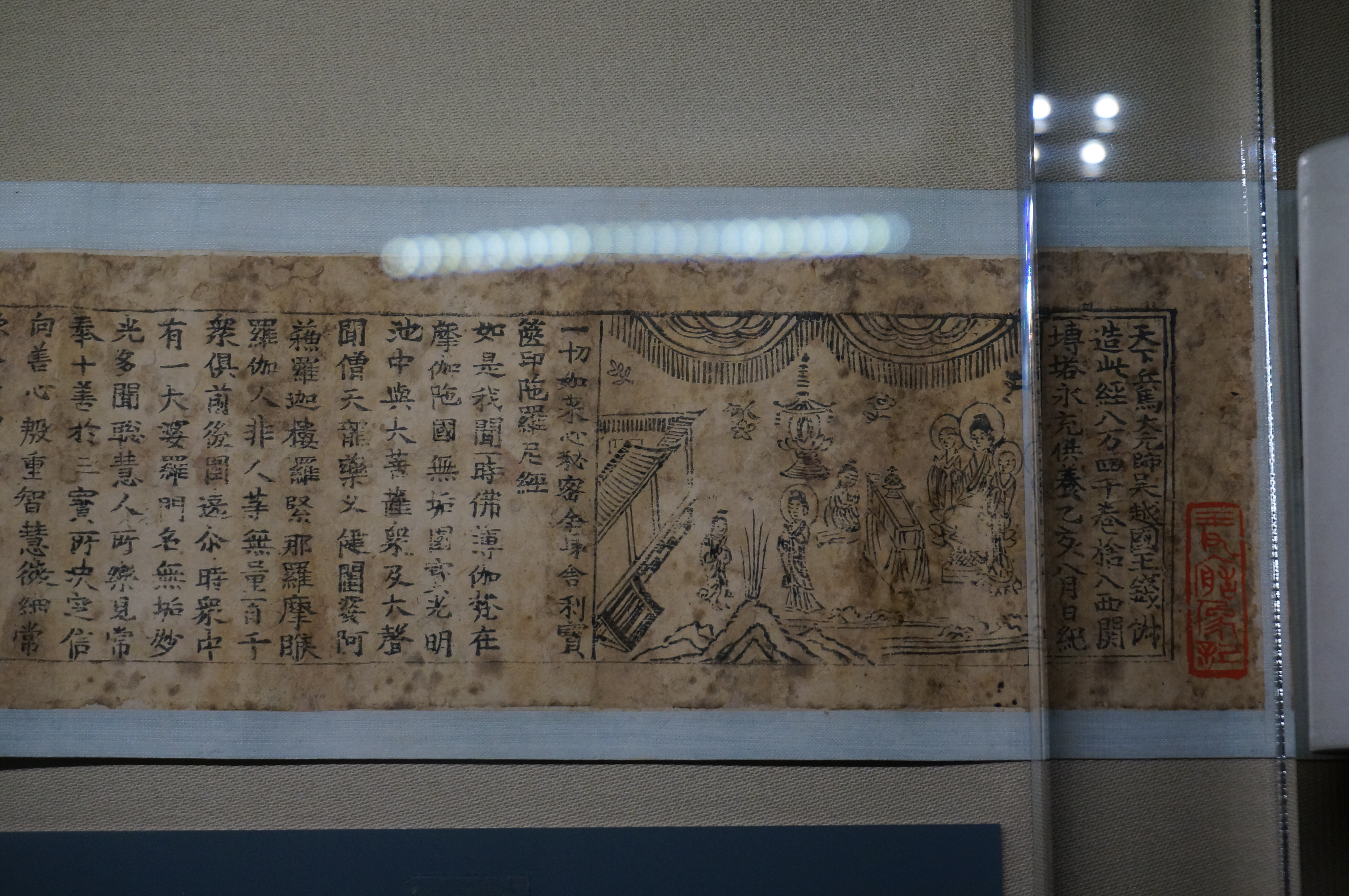
从雷峰塔遗址出土的《宝箧印咒经》

《一切如來心秘密全身舍利寶篋印陀羅尼經》或《一切如來正法秘密篋印心陀羅尼經》，簡稱《寶篋印陀羅尼經》、《寶篋印經》或《宝箧印咒经》，密教陀羅尼經典，漢譯有唐朝三藏沙門大廣智不空及宋朝施護的譯本，見於漢文《大藏經》
。

## 宝箧印式浮屠塔

以五轮塔为形式的宝箧印塔，塔中悉昙梵文为宝箧印陀罗尼。

寶篋印塔最初供奉《寶篋印陀羅尼經》或寶篋印陀羅尼咒，阿育王塔裡也可供奉佛舍利。後来逐渐成为一种纪念性的结构，造型小者可供於佛龛前，大者则可作为寺庙中的浮图塔。
常有人誤將五輪塔當作寶篋印塔，實則兩者形狀雖相同，但五輪塔是上書寫代表空、風、火、水、地的五個梵字，寶篋印塔則是採用五輪塔的形狀，內容卻是寶篋印陀羅尼。五輪塔出自《尊勝佛母修行儀軌》。

## 宝箧印咒
一切如来心秘密全身舍利宝箧印陀罗尼，简称宝箧印咒、宝箧印陀罗尼，是唐密三大陀罗尼之一。

## 相關名相
- 一切如來心：法性、自性、真如。
- 秘密：如來具有的秘密神力。
- 全身舍利：真實實相。
- 寶篋印：十方諸佛與一切有情之佛性。

## 外部連結
- 密教部 (大正蔵) （页面存档备份，存于）
- 一切如來心祕密全身舍利寶篋印陀羅尼.寶竺林精舍 （页面存档备份，存于）
- 《一切如來心祕密全身舍利寶篋印陀羅尼經》.大正藏 （页面存档备份，存于）